# Джухі Чавла
Джугі Чавла (англ. Juhi Chawla, гінді जूही चावला; нар. 13 листопада 1967 року) — індійська кіноакторка та продюсерка, зайнята переважно в індустрії кіно мовою гінді. Переможниця конкурсу «Міс Індія» 1984 року. Співвласниця крикетної команди Kolkata Knight Riders.

## Життєпис
Джугі Чавла народилася в Лудхіані (штат Пенджаб, Індія) у родині держслужбовців Десраджа та Шарміли Моні Чавли. Закінчила Бомбейську початкову школу J. J. Montessori при монастирі Ісуса та Марії, коледж Святого Ксавєра і коледж Сіденха. З дитинства зберігала таємну мрію — стати акторкою.
У 1984 році Джугі Чавла завоювала титул «Міс Індія». Брала участь у конкурсі «Міс Всесвіт» і була відзначена нагородою за кращий костюм.
Потім працювала моделлю і знялася в кількох фільмах. Перший же фільм на гінді приніс їй Filmfare Award за кращий дебют і номінацію за кращу жіночу роль. Але тільки після картини «Назустріч любові» до неї прийшла справжня популярність.
У 2002 році спільно з Шаг Рух Ханом та чоловіком Джаєм Мегта заснувала кінокомпанію Dreamz Unlimited, а в 2004 році Шаг Рух Хан переформував її спільно з Гаурі Хан в Red Chillies Entertainment. Джугі Чавла і Джай Мехта є співвласниками Red Chillies Entertainment.

## Робота поза екраном

### Телебачення
Протягом 2000-х років Джугі Чавла виступала ведучою великої кількості телевізійних шоу, зокрема, церемоній нагородження, включаючи Filmfare Awards та Zee Cine Awards. Чаува була суддею у розважальному шоу Jhalak Dikhlla Jaa разом із Сарохханом та продавцем Вайбхаві під час третього сезону шоу.

### Підприємництво
Джухі Чавла стала співвласником виробничої компанії Dreamz Unlimited з Шахрукхом Хан і режисером Азіз Мірза. Перші два фільми, що випускаються виробничою компанією, були Phir Bhi Dil Hai Hindustani та Asoka. Їх третій фільм, Chalte Chalte, був першим успіхом для компанії.

### Громадська діяльність
Джугі Чавла асоціюється з багатьма благодійними та соціальними проєктами як в Індії, так і на міжнародному рівні. Вона підтримує боротьбу з таласемією і працює над організацією подій, щоб збирати гроші за це. Чавла також займається навчанням щодо небезпек радіації мобільного телефону. Вона відвідує школи, виступає на семінарах, працює з групами громадян і закликає міністрів та владних структур керувати своїм домом. У листопаді 2015 року вона отримала Меморіальну премію Індіари Ганді в соціальній освіті за активну участь та самовіддану роботу з метою підвищення обізнаності про небезпеку для здоров'я, спричинену випромінюванням мобільних антен.

### Власність крикетної команди

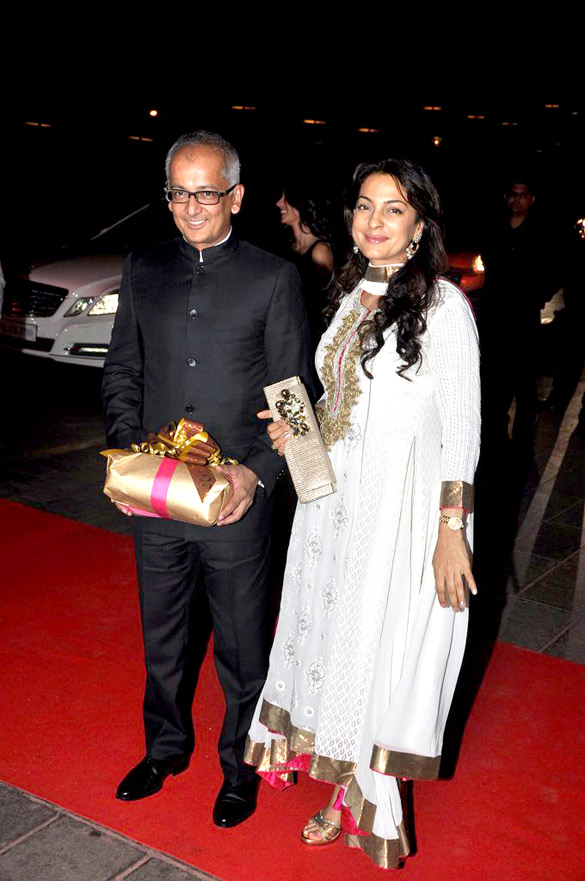
Чавла з чоловіком Джей Мехта в Каран Йохар

У 2008 році Джугі Чавла та її чоловік Джей Мехта у партнерстві з актором Шахрукхом Хан придбали права власності на франчайзинг, що представляє Калькутту у турнірі Twenty20 Індії, за ціною 300 рупій, що становить близько 75 мільйонів доларів, і з тих пір назвали її команда «Kolkata Knight Riders».
Починаючи з 2009 року, KKR була однією з найбагатших команд в IPL і була оцінена як найбагатша. Її вартість склала 42,1 мільйона доларів. З фінансової точки зору, «Kolkata Knight Riders» стала найвигіднішою та успішною франшизою в IPL. Втім, навколо команди точилось багато суперечок через слабкі результатами протягом перших трьох років її участі у турнірі. Ефективність виступів покращилася з четвертого сезону, і вони в кінцевому підсумку, стали чемпіонами IPL вперше в 2012 році.

## Родина
Брат — Санджів (Боббі) Чавла. Пов'язана родинними узами з акторкою Мадгу.
У розпал кар'єри Джугі Чавла стало відомо, що вона вже давно одружена з бізнесменом Джаєм Мехтою.
21 лютого 2001 року народила доньку Джанві. 21 липня 2003 року в Лондоні народила сина Арджуна.

## Фільмографія
| Рік  |   | Українська назва                     | Оригінальна назва                | Роль                            |
| ---- | - | ------------------------------------ | -------------------------------- | ------------------------------- |
| 2014 | ф | Прянощі і пристрасті                 | The Hundred-Foot Journey         | мама                            |
| 2010 | ф | Закон гостинності                    | Son of Sardaar                   | Парміт «Паммі» Каур             |
| 2010 | ф | Моє і'мя                             | I Am                             | Мегха                           |
| 2010 | ф | Народжені літати                     | Lafangey Parindey                | суддя конкурсу                  |
| 2009 | ф | Шанс на удачу                        | Luck by Chance                   | Мінті Ромі Роллі                |
| 2009 | ф | Привид вілли Натхо                   | Bhootnath                        | Анжалі Шарма                    |
| 2008 | ф | Четвірка божевільних                 | Krazzy 4                         | доктор Соналі                   |
| 2007 | ф | Ом Шанті Ом                          | Om Shanti Om                     | камео у пісні Deewangi Deewangi |
| 2007 | ф | Свамі                                | Swami                            | Радха                           |
| 2007 | ф | Здравстуй, любов!                    | Salaam-e-Ishq: A Tribute To Love | Сіма                            |
| 2006 | ф | Ще одну мить                         | Bas Ek Pal                       | Іра Малхотра                    |
| 2006 | ф | Варіс Шах                            | Waris Shah-Ishq Da Waaris        | Бхагбхарі                       |
| 2005 | ф | Мій брат… Нікхіл                     | My Brother… Nikhil               | Анаміка «Ану» Капур             |
| 2005 | ф | Друзі назавжди                       | Dosti: Friends Forever           | Адіті                           |
| 2005 | ф | Загадка любові                       | Paheli                           | Гаджробаї                       |
| 2004 | ф | Батьківщина, що стала чужиною        | Des Hoyaa Pardes                 | Джассі                          |
| 2003 | ф | Фатальні обставини                   | 3 Deewarein                      | Чандріка                        |
| 2003 | ф | Уюблена мелодія                      | Jhankaar Beats                   | Шанті                           |
| 2001 | ф | Узи любові                           | Ek Rishtaa: The Bond of Love     | Пріті Капур                     |
| 2001 | ф | Ох вже ці дружини                    | Aamdani Atthani Kharcha Rupaiyaa | Джхумрі                         |
| 2001 | ф | Коли залишаєшся один                 | One 2 Ka 4                       | Гіта Чоудхарі                   |
| 2000 | ф | Четверо відчайдушних                 | Gang                             | Санам                           |
| 2000 | ф | Омана                                | Karobaar: The Business of Love   | Сіма                            |
| 2000 | ф | Трепетні серця                       | Phir Bhi Dil Hai Hindustani      | Рія Банерджі                    |
| 1999 | ф | Сафарі                               | Safari                           | Анжалі Агарвал                  |
| 1998 | ф | Не каркай!                           | Jhooth Bole Kauwa Kaate          | Урміла Абх'янкар                |
| 1998 | ф | Двійник                              | Duplicate                        | Сонія Капур                     |
| 1997 | ф | Муки любові                          | Deewana Mastana                  | доктор Неха Капур               |
| 1997 | ф | Пристрасть                           | Ishq                             | Мадху                           |
| 1997 | ф | Гравці                               | Mr. and Mrs. Khiladi             | Шалу                            |
| 1997 | ф | Як босові втерли носа                | Yes Boss                         | Сіма Капур                      |
| 1996 | ф | Тріщина                              | Daraar                           | Прія Бхатія                     |
| 1996 | ф | Фатальна подібність                  | Bandish                          | Канта                           |
| 1995 | ф | Незаконнонароджений                  | Naajayaz                         | інспекторка Сандхія             |
| 1995 | ф | Синівський обов'язок                 | Kartavya                         | Каджал Сахаї                    |
| 1995 | ф | Бог знає                             | Ram Jaane                        | Бела                            |
| 1994 | ф | Щаслива людина                       | Bhagyawan                        | Гіта                            |
| 1994 | ф | Джентльмен                           | The Gentleman                    | Рані                            |
| 1994 | ф | Самопожертва                         | Saajan Ka Ghar                   | лакшма Кханна                   |
| 1994 | ф | Рятуйся, хто може                    | Eena Meena Deeka                 | Міна                            |
| 1994 | ф | Хочу одружитися з донькою мільйонера | Andaz Apna Apna                  | камео                           |
| 1993 | ф | Життя під страхом                    | Darr                             | Кіран Авасті                    |
| 1993 | ф | Зацькований                          | Tadipaar                         | принцеса                        |
| 1993 | ф | Шахмати                              | Shatranj                         | Радха                           |
| 1993 | ф | Перша чарівність                     | Pehla Nasha                      | камео                           |
| 1993 | ф | Любовний трикутник                   | Aaina                            | Рима Матхур                     |
| 1993 | ф | Сезон любові                         | Kabhi Haan Kabhi Naa             | камео                           |
| 1993 | ф | Назустріч любові                     | Hum Hain Rahi Pyar Ke            | Вайджаянті Аєр                  |
| 1992 | ф | Союз с Радгою                        | Radha Ka Sangam                  | Радха                           |
| 1992 | ф | Любов і вірність                     | Bewaffa Se Waffa                 | Руксар                          |
| 1992 | ф | Мрії джентльмена                     | Raju Ban Gaya Gentleman          | Рену                            |
| 1992 | ф | Співай, Радха, співай                | Bol Radha Bol                    | Радха                           |
| 1991 | ф | Безіменний король                    | Benaam Badsha                    | Джоті                           |
| 1990 | ф | Шлях боргу                           | Prathibandh                      | свідок Шанті                    |
| 1990 | ф | Ти мій                               | Tum Mere Ho                      | Паро                            |
| 1990 | ф | Рай                                  | Swarg                            | Джоті                           |
| 1990 | ф | Інспектор карного розшуку            | C.I.D.                           | Ракша Шарма                     |
| 1989 | ф | Чандні                               | Chandni                          | Девіка (камео)                  |
| 1989 | ф | Любов, любов, любов                  | Love Love Love                   | Ріма Госвамі                    |
| 1988 | ф | Приговор                             | Qayamat Se Qayamat Tak           | Рашми Сингх                     |
| 1986 | ф | Володіння султана                    | Sultanat                         | Заріна                          |

### Продюсер
- Дорогами любові (2003)
- Імператор (2001)
- Трепетні серця (2000)

## Нагороди
- 1994 — Filmfare Award за кращу жіночу роль — «Назустріч любові»
- 1999 — NY Bollywood Awards в номінації Найсенсаційніша Жіноча Роль — «Двійник».
- 2003 — Screen Awards в номінації Краща актриса другого плану — 3 Deewarein.
- 2004 — Women Awards 2004 від Whirlpool Gr8 Best Homemaker Award на церемонії нагородження Досягнень Жінок у Мумбаї.
- 2014 — Dada saheb Phalke Academy Award у номінації Краща актриса — Gulaab Gang.